# Ludimar Hermann
Ludimar Hermann (Berlín, 31 de octubre de 1838 - Königsberg, 5 de junio de 1914) fue un fisiólogo y fonetista alemán. Hermann utilizó el fonógrafo inventado por Thomas Edison para probar algunas teorías de la producción vocal, en particular las de Robert Willis y Charles Wheatstone. Hermann acuñó la palabra formante, que caracterizó un periodo de importancia en la moderna fonética acústica. La ilusión o cuadrícula de Hermann lleva su nombre, ya que él fue el primero en informar de esta ilusión en la literatura científica.

## Investigación en fisiología
Además de su trabajo en la fonética, Hermann fue un influyente fisiólogo. Hermann refutó la idea, propuesta por Emil du Bois-Reymond, de que los músculos contienen una serie ordenada de «moléculas electromotrices». Hermann puso de manifiesto que toda la superficie de un músculo sano es equipoencial eléctricamente. Sus descubrimientos en este campo fueron fundamentales para el uso moderno de la electrocardiógrafo como una herramienta de diagnóstico. También fue el primero en explicar la digestión como una descomposición de proteínas a través de hidrólisis mediante ácidos para obtener las materias primas que necesitan las células.

Cuadrícula de Hermann.

Uno de sus biógrafos achaca su éxito de la investigación a "su excepcional habilidad en el diseño, construcción y uso de aparatos, según fuera necesario, para resolver los problemas en los que investigaba. La mayoría de estos problemas dependían para su solución de la medida exacta de magnitudes físicas."

## Investigación fonética
En su análisis de la voz y el habla, hizo uso de registros fotográficos y el aumento de la profundidad de los surcos de un disco fonográfico para mostrar visualmente los sonidos del habla. A través de su trabajo, determinó que el paso del aire a través de la cavidad bucal, se modificaba para cada vocal, fuertemente afectados por los armónicos de los tonos de la laringe.